# 203고지

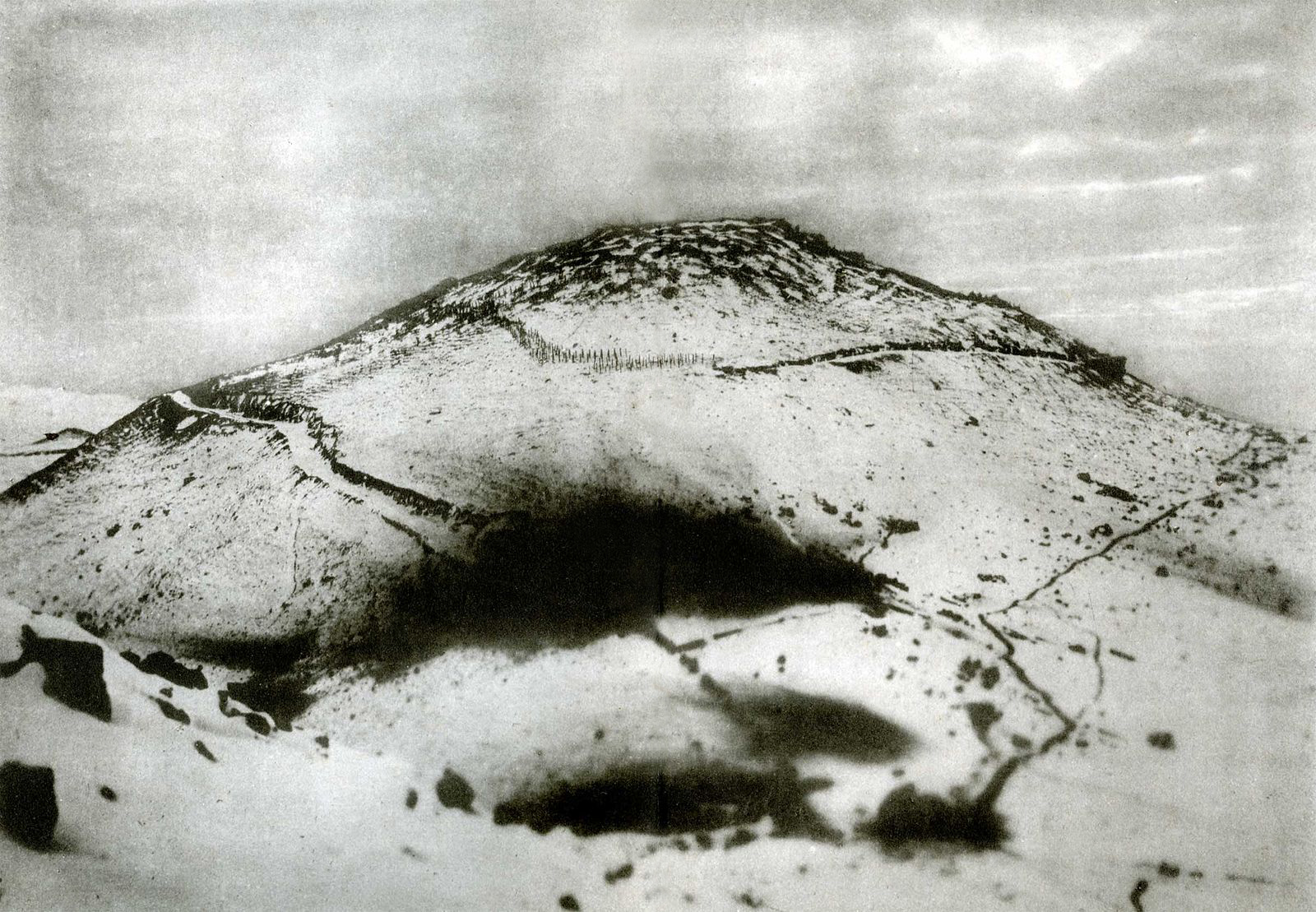

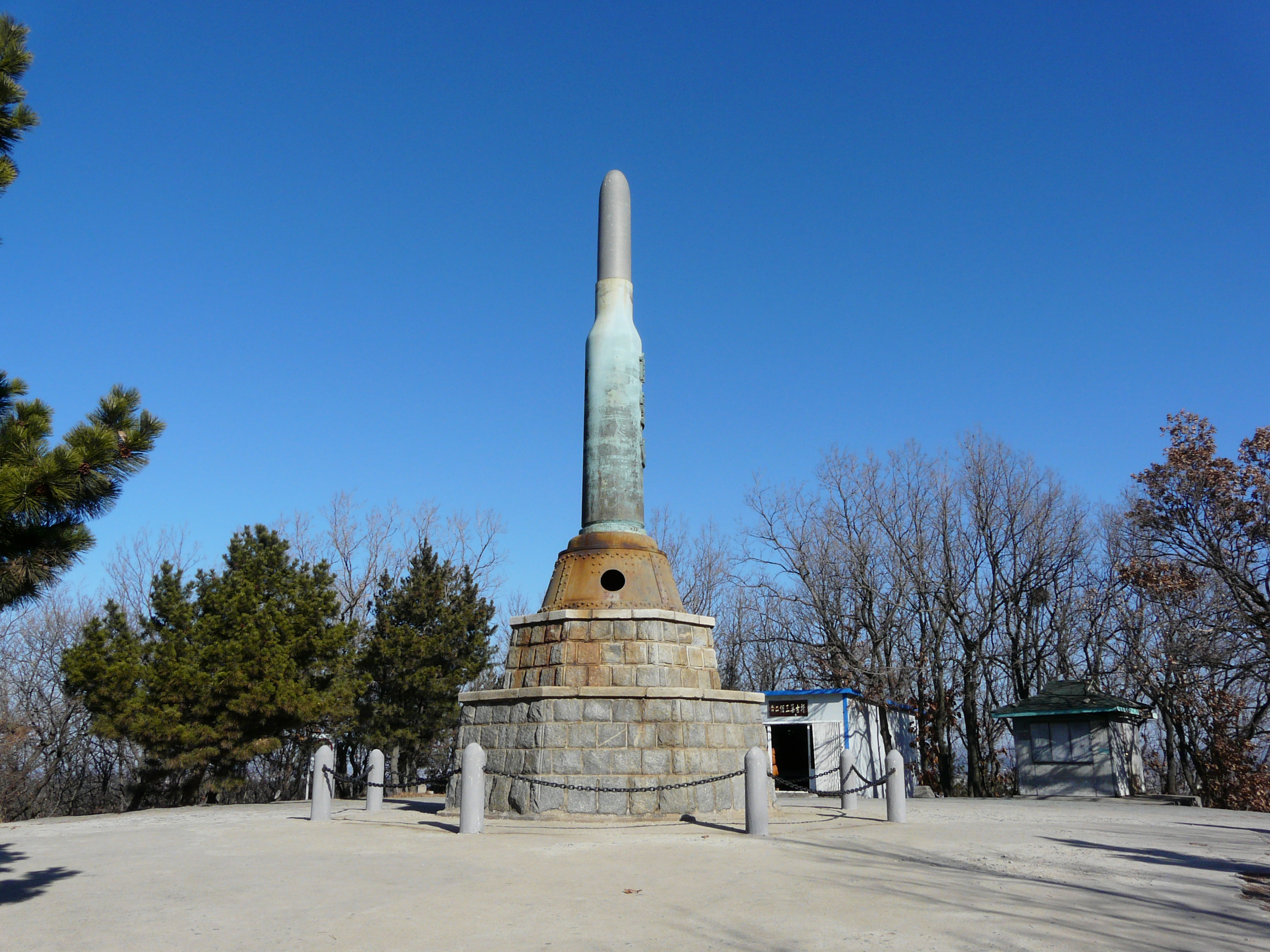
충혼비

203고지(일본어: 二〇三高地, 중국어: 二零三高地)는 중국 랴오닝성 다롄시, 뤼순커우 구에 있는 언덕이다. 러일 전쟁 당시, 1904년 ~ 1905년의 여순항 포위 때 가장 격렬한 전투가 벌어졌다. 해발 고도가 203 미터(=666 피트)이기 때문에 이런 이름이 붙었으며, 당시 전투를 지휘한 노기 마레스케는 전투 뒤 이곳을 중국 현지에서 부르는 이름을 따라 이령산(중국어: 尔灵山)이라고 불렀다. 이것은 ‘영혼이 드러눕는 산’이라는 뜻이다.